# Huntleya
Huntleya – rodzaj roślin z rodziny storczykowatych (Orchidaceae). Obejmuje 17 gatunków występujących w Ameryce Środkowej i Południowej w takich krajach jak: Belize, Boliwia, Brazylia, Kolumbia, Kostaryka, Ekwador, Gwatemala, Gujana, Honduras, Nikaragua, Panama, Peru, Trynidad i Tobago, Wenezuela.

## Systematyka
Rodzaj sklasyfikowany do podplemienia Zygopetalinae w plemieniu Cymbidieae, podrodzina epidendronowe (Epidendroideae), rodzina storczykowate (Orchidaceae), rząd szparagowce (Asparagales) w obrębie roślin jednoliściennych.
Wykaz gatunków
- Huntleya apiculata (Rchb.f.) Rolfe
- Huntleya brevis Schltr.
- Huntleya burtii (Endrés & Rchb.f.) Pfitzer
- Huntleya caroli P.Ortiz
- Huntleya citrina Rolfe
- Huntleya colombovenezuelensis Uribe Vélez & Sauleda
- Huntleya cristinae Uribe Vélez & Sauleda
- Huntleya fasciata Fowlie
- Huntleya gustavi (Rchb.f.) Rolfe
- Huntleya insolita Uribe Vélez & Sauleda
- Huntleya lucida (Rolfe) Rolfe
- Huntleya meleagris Lindl.
- Huntleya oculata P.Ortiz & Uribe Vélez
- Huntleya sessiliflora Bateman ex Lindl.
- Huntleya vargasii Dodson & D.E.Benn.
- Huntleya waldvogelii Jenny
- Huntleya wallisii (Rchb.f.) Rolfe